# Movimento per la Ricostruzione della Polonia
Il Movimento per la Ricostruzione della Polonia (in polacco: Ruch Odbudowy Polski - ROP) è stato un partito politico polacco di orientamento conservatore fondato nel 1995.
Si è dissolto nel 2012 e i suoi esponenti hanno per lo più aderito a Diritto e Giustizia.

## Parlamentari

### Deputati della III legislatura (1997-2001)
- Dariusz Grabowski
- Jarosław Kaczyński (esponente dell'Accordo di Centro, formazione appartenente all'Azione Elettorale Solidarność; aderisce al gruppo degli indipendenti)
- Antoni Macierewicz (aderisce al gruppo degli indipendenti; nel dicembre 1997 fonda il Movimento Cattolico Nazionale)
- Jan Olszewski
- Adam Wędrychowicz
- Wojciech Włodarczyk

### Deputati della IV legislatura (2001-2005)
- Jan Olszewski
- Henryk Lewczuk

Aderiscono al gruppo degli indipendenti; la formazione si costituisce come gruppo il 30 agosto 2002 a seguito dell'adesione di Tadeusz Kędziak, che lascia la Lega delle Famiglie Polacche.

### Deputati della VII legislatura (2011-2015)
- Bartosz Kownacki

## Risultati elettorali
| Elezione          | Elezione | Voti                      | %                         | Seggi   |
| ----------------- | -------- | ------------------------- | ------------------------- | ------- |
| Parlamentari 1997 | Sejm     | 727.072                   | 5,56                      | 6 / 460 |
| Parlamentari 2001 | Sejm     | In LPR                    | In LPR                    | 2 / 460 |
| Parlamentari 2005 | Sejm     | Nel Movimento Patriottico | Nel Movimento Patriottico | 0 / 460 |
| Parlamentari 2007 | Sejm     | Nel PiS                   | Nel PiS                   | 0 / 460 |
| Parlamentari 2011 | Sejm     | Nel PiS                   | Nel PiS                   | 1 / 460 |